# 馬克西米利安·安東 (圖恩和塔克西斯)
馬克西米利安·安東（德語：Maximilian Anton，1831年9月28日—1867年6月26日），圖恩和塔克西斯親王儲，因早於父親馬克西米利安·卡爾去世而未繼承親王之位。

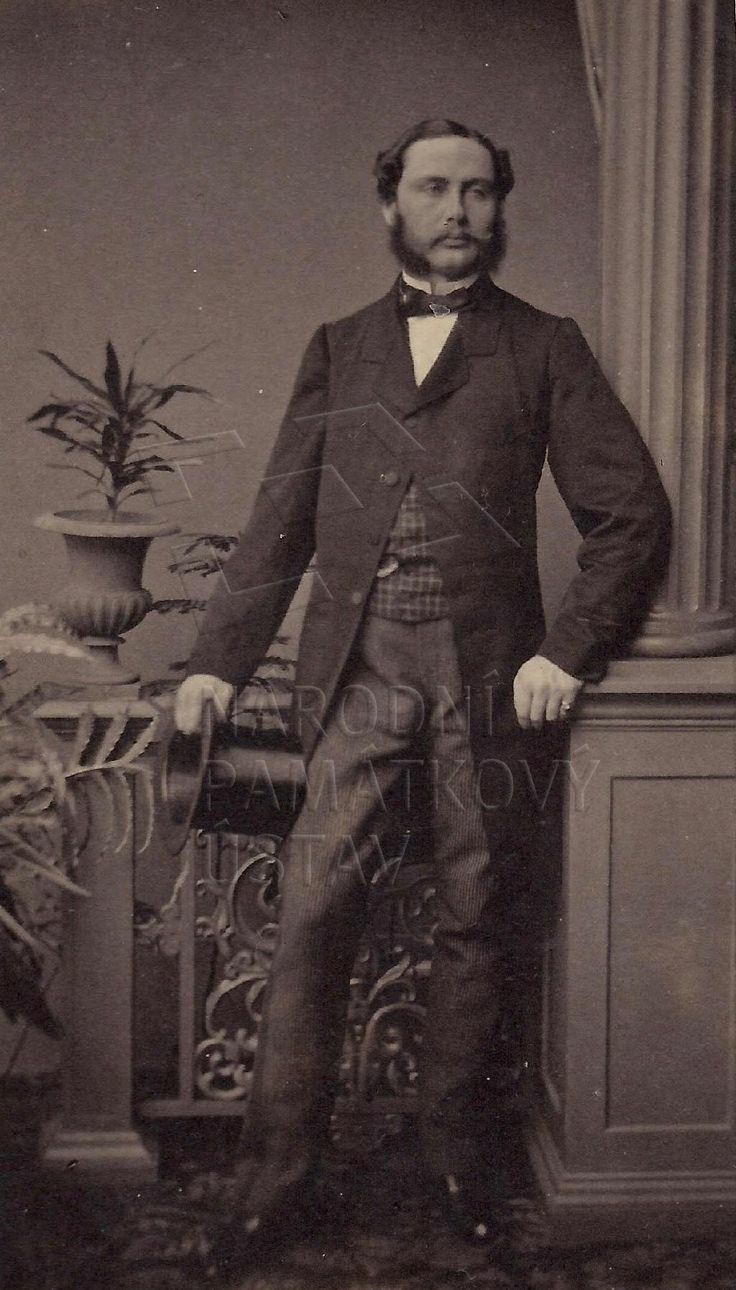

## 家庭
1858年，馬克西米利安·安東與巴伐利亞的海倫妮結婚，兩人共有2子2女：
1. 路易絲（英语：Princess Louise of Thurn and Taxis）（1859年—1948年）
2. 伊莉莎白（英语：Princess Elisabeth of Thurn and Taxis (1860–1881)）（1860年—1881年），與布拉干薩的米格爾結婚
3. 馬克西米利安（1862年—1885年）
4. 阿爾貝特一世（1867年—1952年）